# 塔塔家族
塔塔家族是印度的一个帕西人商业家族，家族總部位於印度孟买。該家族實際控制了塔塔集团以及其控股公司Tata Sons 。这些公司约65%的股票由塔塔家族控制的信托持有。
塔塔家族並非是孟買當地人，他們最早來自古吉拉特邦的瑙萨里。塔塔家族的資本原始積累始於贾姆希德吉·塔塔。